# 노동당 (미국)

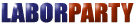

노동당(勞動黨, Labor Party)는 1996년 창당된 미국의 사회민주주의 정당이다.
미국의 군소정당중 하나이며, 당원은 약 5000명이다.

## 같이 보기
- 정의당 (미국)
- 미국의 정당
- 사회 정의